# Mattéo Ahlinvi
Mattéo Alrich Mawulé Ahlinvi, född 2 juli 1999, är en fransk-beninsk fotbollsspelare som spelar för ryska Arsenal Tula och Benins landslag.

## Klubbkarriär
I februari 2024 värvades Ahlinvi av Västerås SK, där han skrev på ett tvåårskontrakt. I premiäromgången av Allsvenskan 2024, den 1 april, gjorde Ahlinvi allsvensk debut i en 1–0-förlust mot AIK.
I februari 2025 värvades Ahlinvi av ryska Arsenal Tula.

## Landslagskarriär
Ahlinvi debuterade för Benins landslag den 11 oktober 2020 i en 2–0-vinst över Gabon, där han blev inbytt i den 57:e minuten mot Sessi D'Almeida.